# Vass Norbert
Vass Norbert (1988. május 4. –) magyar labdarúgó.

## Pályafutása
A fiatal játékos az MTK-nál kezdte pályafutását, majd 2008-ban kölcsönbe került az NB II-es FC Tatabányához.